# 1925 Franklin-Adams
1925 Franklin-Adams је астероид главног астероидног појаса чија средња удаљеност од Сунца износи 2,553 астрономских јединица (АЈ).
Апсолутна магнитуда астероида је 12,0.